# Vĩnh Hòa Hưng
Vĩnh Hòa Hưng là một xã thuộc tỉnh An Giang, Việt Nam.

## Lịch sử
Ngày 24 tháng 5 năm 1988, Hội đồng Bộ trưởng ban hành Quyết định 92-HĐBT về việc giải thể các xã: Vĩnh Thắng, Vĩnh Hùng, Thới An, Thủy Tiến, Định Thành, Tân Hòa Lợi, Vĩnh Hòa Hưng, Vĩnh Hòa Thạnh, Vĩnh Hòa Dũng, Vĩnh Hiệp Hòa, Phước Tân, Định Thành, Thới An để thành lập lập thị trấn Gò Quao và 2 xã: Vĩnh Hòa Hưng Bắc, Vĩnh Hòa Hưng Nam.
Ngày 12 tháng 6 năm 2025, Ủy ban Thường vụ Quốc hội ban hành Nghị quyết số 1654/NQ-UBTVQH15 về việc sắp xếp các đơn vị hành chính cấp xã của tỉnh An Giang. Theo đó, toàn bộ diện tích tự nhiên, quy mô dân số của xã Vĩnh Hòa Hưng Bắc và xã Vĩnh Hòa Hưng Nam thành xã mới có tên gọi là xã Vĩnh Hòa Hưng.